# 斯氏非鯽
斯氏非鯽，為輻鰭魚綱鱸形目隆頭魚亞目慈鯛科的其中一種，分布於非洲剛果河中上游流域，體長可達23.5公分，棲息在植被生長的溪流、湖泊及沼澤，以藻類、植物等為食，生活習性不明，可作為觀賞魚及食用魚。

## 擴展閱讀
維基物種上的相關：斯氏非鯽